# Gabriele Basilico

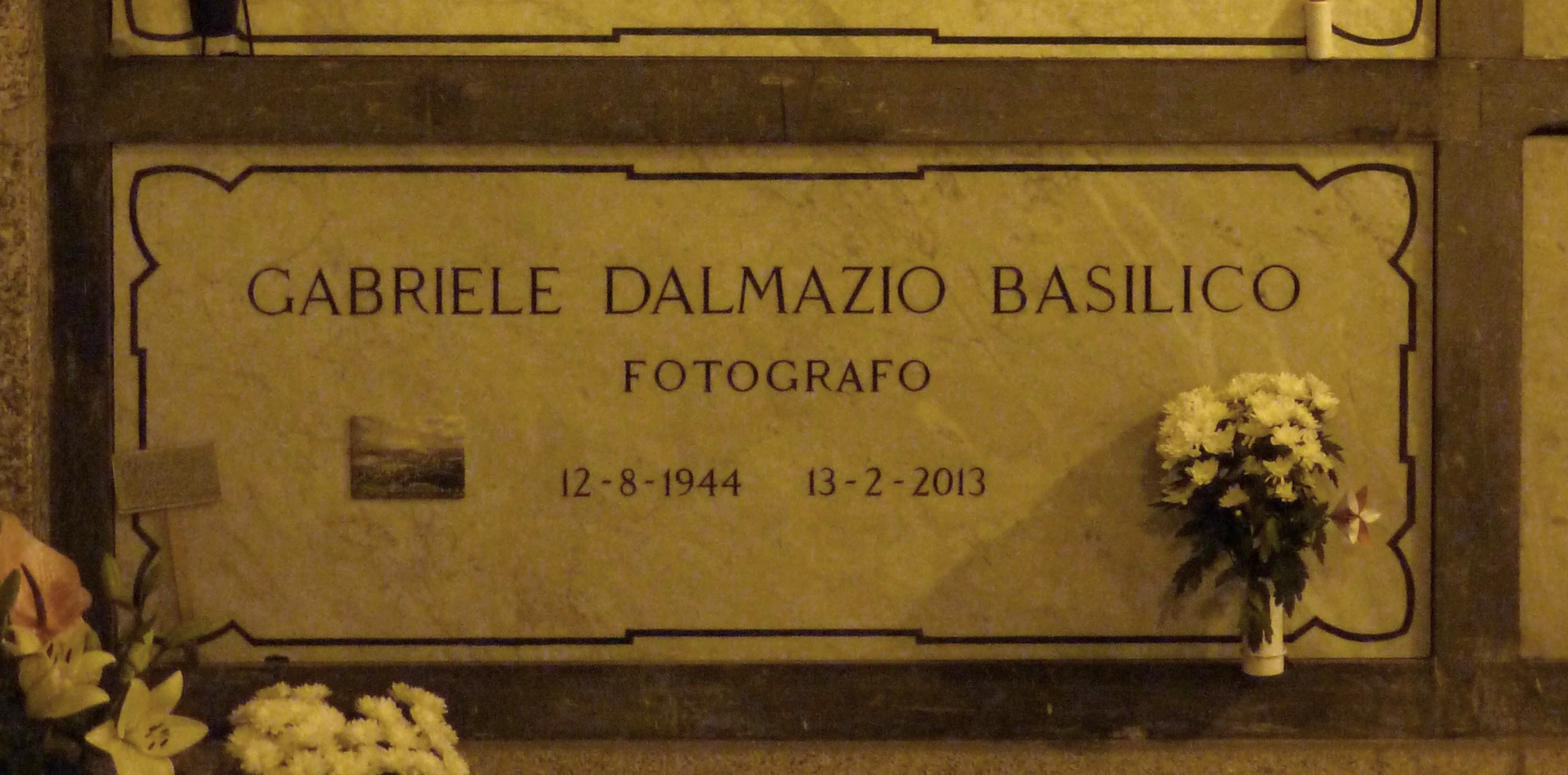
Tumba del fotógrafo italiano Gabriele Basilico en el Cementerio Monumental de Milán, Italia

Gabriele Basilico (Milán, Italia, 12 de agosto de 1944 - ibídem, 13 de febrero del 2013) fue un fotógrafo italiano.
Realizó estudios en su ciudad natal en el Instituto de Artes. En 1966 se compró su primera cámara fotográfica, una Mamiya C33 de un formato de 6×6 mm. y tres años después hizo un reportaje en Glasgow. En 1970 realizó su primera exposición en la galería Il Diafragma de Milán. En 1973 finalizó sus estudios de Arquitectura en la Universidad Politécnica de Milán y poco después se especializa en fotografía arquitectónica y de paisajes urbanos. A partir de 1975 se dedicó en exclusiva a la fotografía.
En 1976 realizó la película de 16 mm titulada Milano, Proletariato Giovanile (Milán, proletariado juvenil) que presentó en el Festival de Venecia. En 1978 fue nombrado como representante de Italia en los Encuentros internacionales de fotografía de Arlés. A continuación se dedicó a realizar una serie fotográfica llamada Non recensiti (No revisado) en la que trata los entresijos del "escenario sexy". Durante 1980 y 1981 realizó una investigación sobre la arquitectura de los años 20 y 30 en Milán y al año siguiente colaboró en un trabajo sobre Nápoles titulado Napoli, città de mare con porto. En 1984 participó en el proyecto Mision DATAR dedicado a documentar todo el litoral norte de Francia. Posteriormente realizó reportajes sobre puertos: Génova, Trieste, Hamburgo, Barcelona, Amberes, Róterdam que dieron lugar a una publicación titulada Porti di mare (Puertos de mar) en 1990. En 1991 realizó un reportajo sobre Beirut. En 1997 se dedicó a fotografiar la arquitectura de la etapa de la belle epoque en Niza.
Su trabajo se ha expuesto de modo regular en publicaciones como Domus y Abitare y ha recibido diversas distinciones como el Gran Premio Mois de la Photo en 1990 en París o el Premio Osella d'Oro en la Bienal de Venecia de 1996.
Su obra puede encontrarse en la Biblioteca Nacional de Francia,  en el MAXXI en Roma, en la Universidad de Parma y en diversos museos europeos y americanos.